# Jonnie Fedel

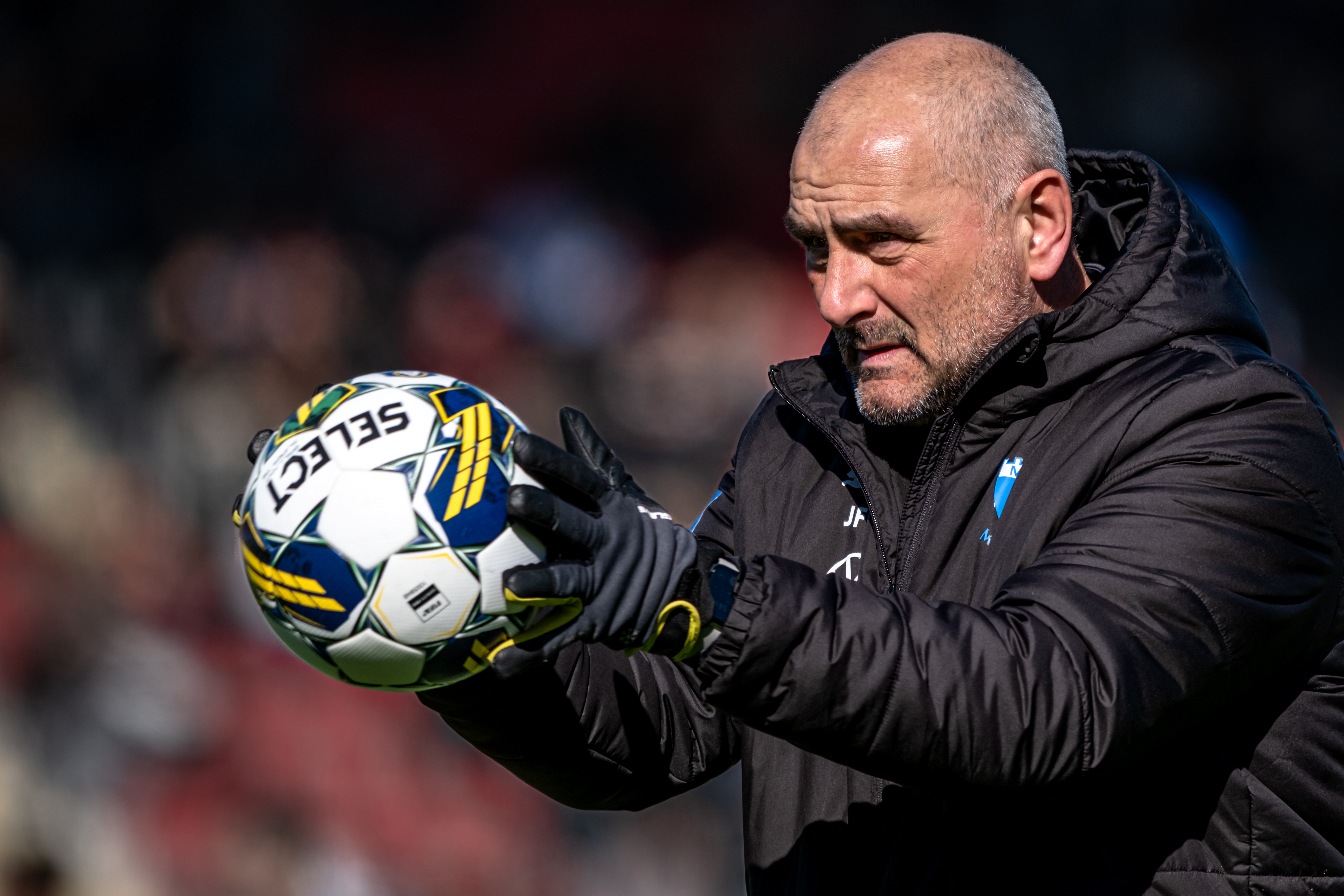
Jonnie Fedel, 2023

Jonnie Fedel (* 22. November 1966 in Malmö) ist ein ehemaliger schwedischer Fußballspieler.

## Laufbahn
Fedel entstammte der Jugend von Malmö FF. 1986 wurde er als Ersatztorwart für Jan Möller mit dem Klub schwedischer Meister und Pokalsieger. 1988 wurde er Stammtorhüter beim Verein und bestritt bis 2001 582 Spiele für den Verein. Anschließend wechselte er zunächst zu Höllvikens GIF, ehe Jonas Thern, mit dem er in den 1980er Jahren zusammen bei MFF gespielt hatte, ihn zu Halmstads BK holte. Nachdem Mattias Asper zu Viking FK  gewechselt war, kehrte er 2006 als Ersatzmann von Håkan Svensson für eine Spielzeit zu Malmö FF zurück. Nach Saisonende beendete er seine aktive Laufbahn.
Fedel spielte zudem zwei Mal für die schwedische Nationalmannschaft.
Nach seinem Karriereende wurde Fedel Torwarttrainer und unterstützt seither unter verschiedenen Cheftrainern.

## Erfolge
- Schwedischer Meister: 1986, 1988
- Schwedischer Pokalsieger: 1986, 1989

| Personendaten    | Personendaten                |
| ---------------- | ---------------------------- |
| NAME             | Fedel, Jonnie                |
| KURZBESCHREIBUNG | schwedischer Fußballtorhüter |
| GEBURTSDATUM     | 22. November 1966            |
| GEBURTSORT       | Malmö                        |